# Перрерс, Элис
Элис Перрерс (англ. Alice Perrers; умерла 3 февраля 1400 или в 1401/02) — фаворитка короля Англии Эдуарда III. Её связь с монархом началась не позже 1369 года. Перрерс имела большое влияние на государственные дела, была союзницей Джона Гонта и Уильяма Латимера, 4-го барона Латимера из Корби. Хороший парламент изгнал её в 1376 году, но вскоре она вернулась ко двору. После смерти Эдуарда III потеряла свои позиции, была вынуждена много судиться из-за своего имущества.

## Биография
Надёжной информации о происхождении Элис Перрерс нет. Некоторые источники утверждают, что эта женщина была дочерью ткача из Девоншира или дочерью кровельщика из Хенни (Эссекс) и работала в качестве домашней прислуги. Однако, поскольку Элис стала придворной дамой королевы, более вероятно, что она принадлежала к рыцарскому семейству Перрерсов из Хартфордшира. Один из представителей этой семьи, сэр Ричард, несколько раз заседал в палате общин при Эдуарде II и в начале правления Эдуарда III, был шерифом Хартфордшира и Эссекса. Элис могла быть либо его дочерью, либо дочерью Джона Перрерса из Холта. Она стала женой сэра Томаса де Нарфорда, а после смерти этого рыцаря — женой сэра Уильяма де Виндзора.
Не позже октября 1366 года Элис поступила на службу к королеве, жене Эдуарда III Филиппе Геннегау, в качестве domicella camerae reginae. Обычно так обозначали только замужних женщин; при этом в 1371 и 1374 годах Перрерс упоминается в источниках как незамужняя. Ещё при жизни Филиппы (до 1369 года, а может быть, уже в 1366 году) она стала любовницей короля. Эта связь принесла Перрерс много выгоды: в 1367 году монарх передал ей опеку над Робертом де Тилиолем, в 1371 — поместье Уэндовер, в 1375 — поместье Брэмфорд Спик в Девоншире и опеку над Джоном Пейном и Ричардом Пойнингсом. Кроме того, Элис получила часть драгоценностей королевы, а её жених Уильям де Виндзор 2 июня 1374 года — 1615 фунтов. После смерти Филиппы отношения между королём и его любовницей стали практически официальными. Перрерс даже сидела рядом с Эдуардом на турнирах, у всех на виду.
Элис имела большое влияние на короля, которое использовала для увеличения своего богатства: в частности, её обвиняли во вмешательстве в дела правосудия в интересах ряда людей, плативших за это крупные суммы. Она стала союзницей одного из сыновей Эдуарда Джона Гонта и барона Латимера. В результате эти двое оказались фактическими правителями Англии при дряхлеющем монархе, но были серьёзно скомпрометированы, так как Перрерс к тому моменту стала объектом всеобщей неприязни. Хороший парламент, начавший работу в апреле 1376 года, обратился к Эдуарду с просьбой выслать Элис; в ходатайстве сообщалось, что она состоит в браке с Уильямом де Виндзором, депутатом Палаты общин из Ирландии. Король поклялся, что ничего не знал о замужестве любовницы. Вскоре он издал указ, запрещающий женщинам заниматься судебной практикой, и на этом основании Элис была приговорена к изгнанию и конфискации имущества. Позже она вернулась ко двору, добилась отмены приговора (в январе 1377 года), снова начала вмешиваться в судебные дела. 21 июня 1377 года Эдуард III умер, и Перрерс, согласно одним источникам, до конца была рядом с ним, а по другим, украла кольца с его пальцев и бросила умирать. По третьей версии, король сам прогнал её перед смертью.
В первом же парламенте Ричарда II Элис по просьбе палаты общин была предана суду лордов, и приговор об изгнании и конфискации был подтверждён (22 декабря 1377 года). 14 декабря 1379 года по просьбе её мужа приговор снова отменили, а 15 марта 1380 года Виндзор получил принадлежавшие жене земли. В 1383 году Перрерс, по-видимому, вернулась ко двору. Годом позже она овдовела, и племянник мужа Джон де Виндзор начал досаждать ей судебными исками; Перрерс пришлось также судиться из-за своего имущества с аббатством Сент-Олбанс и Уильямом из Уикхема. Известно, что в 1393 году Джон де Виндзор сидел в Ньюгейтской тюрьме за захват принадлежавших тётке товаров, оценённых в три тысячи фунтов.
Завещание Элис датировано 20 августа 1400 года. Документ содержит просьбу похоронить тело в приходской церкви Апминстера (Эссекс), рядом с Уильямом де Виндзором. Элис Перрерс умерла, по одним данным, 3 февраля 1400 года, по другим — в 1401 или 1402 году.

## Семья
В источниках упоминаются дочери Элис по имени Джоан и Джейн; вторая наверняка была дочерью Виндзора, так как в 1406 году под фамилией Деспейн или Саутери претендовала на собственность в Апминстере. От короля Перрерс родила по крайней мере одного сына, получившего имя Джон.